# Manāwar
Manāwar är en ort i Indien.   Den ligger i distriktet Dhār och delstaten Madhya Pradesh, i den centrala delen av landet, 700 km söder om huvudstaden New Delhi. Manāwar ligger 195 meter över havet och antalet invånare är 27 637.
Terrängen runt Manāwar är platt. Runt Manāwar är det tätbefolkat, med 319 invånare per kvadratkilometer. Det finns inga andra samhällen i närheten. Trakten runt Manāwar består till största delen av jordbruksmark.